# Blatné Remety
Blatné Remety (bis 1927 auch slowakisch Nižné Remety; ungarisch Sárosremete) ist eine Gemeinde im äußersten Osten der Slowakei mit 626 Einwohnern (Stand 31. Dezember 2024), die zum Okres Sobrance, einem Kreis des Košický kraj, gehört.

## Geographie

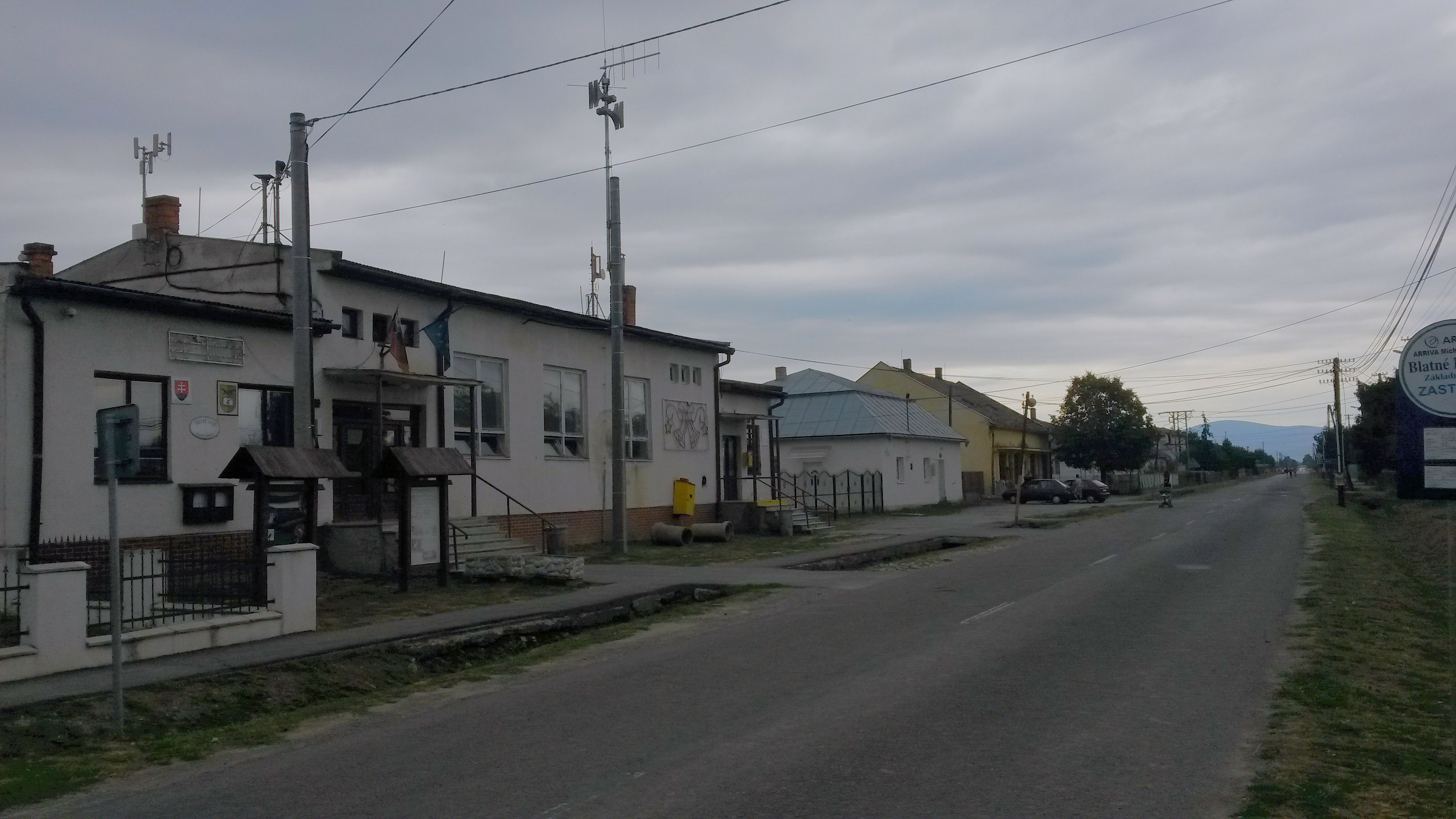
Blatné Remety

Die Gemeinde befindet sich im Osten des Ostslowakischen Tieflands, auf rechtsseitigem Aggradationsdeich der Okna im Einzugsgebiet des Uh über den Nebenfluss Čierna voda. Das Ortszentrum liegt auf einer Höhe von 104 m n.m. und ist 10 Kilometer von Sobrance entfernt.
Nachbargemeinden sind Blatné Revištia im Nordwesten und Norden, Bunkovce im Nordosten und Osten, über einen Berührungspunkt Ostrov im Osten, Blatná Polianka im Südosten und Süden, Iňačovce im Südwesten und Hažín im Westen.

## Geschichte

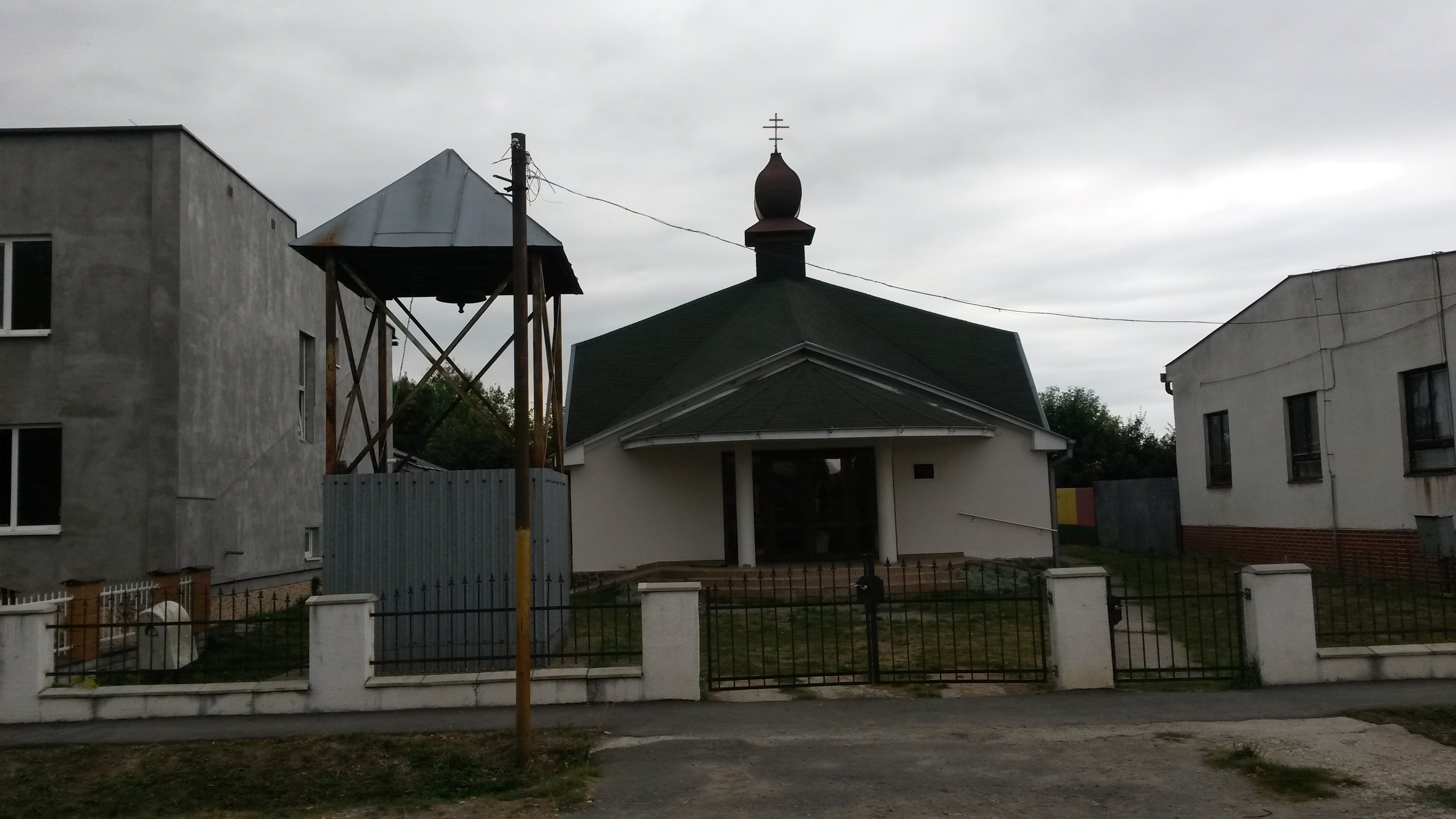
Kirche im Ort

Blatné Remety wurde zum ersten Mal 1345 als Remethe schriftlich erwähnt, weitere historische Bezeichnungen sind unter anderen Alsoremethe (1419) und Blatné Remjaty (1808). Das Dorf war Teil der Herrschaft von Großmichel und Jasenov, im 19. Jahrhundert besaß die Familie Stepan die Ortsgüter. 
1427 wurden 18 Porta verzeichnet. 1715 gab es fünf Haushalte, 1828 zählte man 33 Häuser und 178 Einwohner, die als Landwirte und Obstbauern tätig waren.
Bis 1918/1919 gehörte der im Komitat Ung liegende Ort zum Königreich Ungarn und kam danach zur Tschechoslowakei beziehungsweise heute Slowakei. In der Zeit der ersten tschechoslowakischen Republik verblieben die Einwohner bei traditionellen Einnahmequellen. Als Folge des Slowakisch-Ungarischen Kriegs war der Ort von 1939 bis 1944 noch einmal Teil Ungarns. Nach dem Zweiten Weltkrieg wurde 1958 die örtliche Einheitliche landwirtschaftliche Genossenschaft (Abk. JRD) gegründet, ein Teil der Einwohner pendelte zur Arbeit in Industriebetriebe in Michalovce, Strážske und Košice.

## Bevölkerung
| Jahr                | 1994 | 2004     | 2014     | 2024    |
| ------------------- | ---- | -------- | -------- | ------- |
| Anzahl der Personen | 445  | 503      | 663      | 626     |
| Unterschied         |      | +13,03 % | +31,80 % | −5,58 % |

| Jahr                | 2023 | 2024    |
| ------------------- | ---- | ------- |
| Anzahl der Personen | 619  | 626     |
| Unterschied         |      | +1,13 % |

Nach der Volkszählung 2011 wohnten in Blatné Remety 623 Einwohner, davon 404 Slowaken, 123 Roma, vier Russinen und drei Tschechen. Ein Einwohner gab eine andere Ethnie an und 88 Einwohner machten keine Angabe zur Ethnie.
280 Einwohner bekannten sich zur griechisch-katholischen Kirche, jeweils 51 Einwohner zu den Zeugen Jehovas und zur orthodoxen Kirche, 42 Einwohner zur römisch-katholischen Kirche, 41 Einwohner zur reformierten Kirche, 11 Einwohner zu den Siebenten-Tags-Adventisten, acht Einwohner zur apostolischen Kirche, drei Einwohner zu den Brethren, zwei Einwohner zur Evangelischen Kirche A. B. und ein Einwohner zur tschechoslowakischen hussitischen Kirche. 35 Einwohner waren konfessionslos und bei 98 Einwohnern wurde die Konfession nicht ermittelt.

## Bauwerke
- griechisch-katholische Kirche

## Verkehr
Durch Blatné Remety führt die Cesta III. triedy 3743 („Straße 3. Ordnung“) von Kristy heraus und weiter nach Veľké Revištia, Závadka (Anschluss an die Cesta I. triedy 19 („Straße 1. Ordnung“)) und Jovsa. Im Ort beginnt die Cesta III. triedy 3797 nach Bunkovce und Nižná Rybnica, mit einem weiteren Anschluss an die I/19.